# Timothy David Jones
Pour les articles homonymes, voir Jones.
Timothy David Jones (né le 1er août 1975 à Harare) est un ancien coureur cycliste zimbabwéen, professionnel de 1997 à 2007. Il a notamment remporté le Tour du Cap, le Tour de Slovénie et le Trophée de l'Etna au cours de sa carrière. Après 2007, il s'est reconverti dans le VTT Marathon où il fait équipe avec Marco Osella. Il est également le seul coureur zimbabwéen à avoir achevé un Grand Tour, à savoir le Tour d'Italie, en 2001.
Ses beaux-frères Antonio et Ivan Fanelli sont également des coureurs cyclistes.
Lors du Tour de Suisse 1999, il est renvoyé de l'équipe Amore & Vita-Beretta après qu'il a échoué aux tests d'hématocrite.

## Palmarès

### Palmarès amateur
- 1995
  - Tour du Pays Monts et Vallées Ouest Creuse
  - 3e du Tour du Canton de Mareuil
- 1996
  - Boucles Gouzonnaises
  - Soulor-Aubisque
  - Prix du Pont Saint-Étienne de Limoges[2]
  - Prix de la Saint-Barthelémy de Bénévent-L'Abbaye[2]
  - 2e du Tour des Cantons de Mareuil-Verteillac

### Palmarès professionnel
- 1998
  -  Champion du Zimbabwe du contre-la-montre
  - Tour du Cap :
    - Classement général
    - 4e étape
- 1999
  - Tour de Slovénie :
    - Classement général
    - 5e étape
- 2001
  - Trofeo dell'Etna
- 2003
  - 3e étape de la Semaine cycliste lombarde
  - 2e de la Semaine cycliste lombarde
  - 2e du Grand Prix de l'industrie, du commerce et de l'artisanat de Carnago
  - 2e du Giro del Medio Brenta
  - 3e de Chieti-Casalincontrado-Blockhaus
- 2004
  - 2e de la Semaine cycliste lombarde
- 2006
  - 2e du Circuito Montañés

## Résultats sur les grands tours

### Tour d'Italie
1 participation 
- 2001 : 73e

## Classements mondiaux
| Année           | 2005  | 2006 |
| --------------- | ----- | ---- |
| UCI Europe Tour | 1134e | 460e |